# Factor de crecimiento nervioso

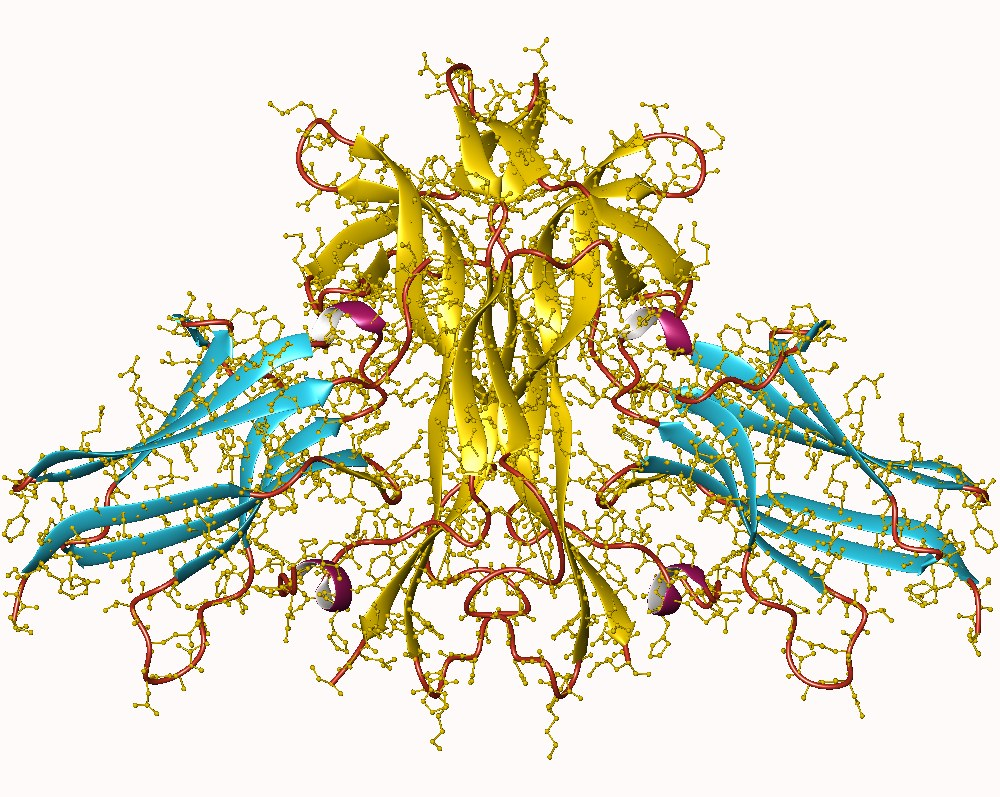
NGF beta dimer + 2 TRKA receptor, Human.

El factor de crecimiento nervioso (NGF Nerve Growth Factor en inglés) es una proteína presente en el sistema nervioso y otros sistemas del cuerpo humano, necesaria para la supervivencia y desarrollo de las neuronas en el período embrionario. Otra función del FCN consiste en dirigir el crecimiento de las vías nerviosas hacia sus órganos efectores durante el período fetal.
En las neuronas maduras el factor de crecimiento nervioso (FCN) regula la síntesis de la norepinefrina. En el sistema nervioso central existen neuronas colinérgicas sensitivas sensibles a FCN, que inervan diferentes estructuras, incluido el hipocampo, que realiza importante papel en la memoria y en el aprendizaje.
EL FCN fue descubierto en 1947 por Rita Levi-Montalcini (1909-2012) y por Stanley Cohen en la Universidad de Washington en San Luis, en los Estados Unidos. Por este hallazgo, ambos investigadores recibieron el Premio Nobel de Fisiología o Medicina en 1986.
Posteriormente han sido identificados otros muchos factores de crecimiento: factor de crecimiento epitelial (EGF), factores de crecimiento similares a la insulina (somatomedinas o IGF), factor de crecimiento derivado de plaquetas (PDGF), linfokinas y otros. Los factores que intervienen en el desarrollo de las células del sistema nervioso reciben el nombre de factores neurotróficos. 
Los factores neurotróficos que mejor se conocen en la actualidad son:
- factor de crecimiento nervioso (NGF)
- factor neurotrófico derivado del cerebro (BDNF)
- neurotrofina-3 (NT-3)
- factor neurotrófico ciliar (CNTF)

Los factores neurotróficos constituyen un medio de comunicación de las neuronas, distinto de la sinapsis. Actúan como mensajeros químicos de acción local. Todas las células de los tejidos que reciben innervación sensitiva, igual que todas las células del sistema nervioso, producen estos factores neurotróficos.

## Estructura de FCN
El FCN biológicamente activo es un dímero. Cada una de las cadenas polipeptídicas tiene un peso molecular de 13.250 daltones. A pH neutro, la proteína presenta una carga neta positiva debido al exceso de aminoácidos básicos. La molécula se estabiliza por tres enlaces covalentes disulfuro entre las cisteínas de la cadena. La secuencia de los aminoácidos fue determinada en 1969 por Ruth Hogue, Angeletti y Ralph A. Bradslaw, de la Facultad de Medicina de la Universidad de Washington.
La proteína forma un complejo estable con otras dos proteínas, subunidades alfa y gamma. Las proteínas gamma son hidrolasas que transforman el pro-FCN sintetizado a partir del gen correspondiente en dímero FCN activo. El complejo no se disocia inmediatamente después de la hidrólisis, sino que permanece estable. Se piensa que la unión de las proteínas alfa y gamma con el dímero FCN sirve para protegerlo de las enzimas proteolíticas presentes en los tejidos.

## El mecanismo de acción
El modelo aceptado describe la producción durante el período embrionario de cantidades pequeñas de factores neurotróficos determinados en las áreas diana periféricas. Debido a su limitada disponibilidad espacial y temporal, los axones de las neuronas susceptibles a esta substancia son moldeadas por el factor. Los axones que han tenido acceso a las moléculas neurotróficas sobreviven y forman conexiones con estas áreas, mientras que otros axones degeneran. De esta forma se desarrollan las vías nerviosas determinadas. 
En los estudios en ratones tratados con los anticuerpos frente a FCN se ha observado una inhibición casi completa de la función nerviosa simpática, sin perjuicio sobre otras funciones vitales. El FCN constituye una condición necesaria para la supervivencia y crecimiento de las neuronas simpáticas inmaduras.
El FCN realiza su efecto a través de la unión a un receptor de la tirosincinasa de alta afinidad, TrkA, en la membrana de las células diana. Esta unión desencadena una serie de modificaciones que pueden transcurrir con la participación de diferentes enzimas celulares (PI 3-cinasa, IP3, DAG, proteínas Ras).
El FCN ejerce sus funciones también fuera del sistema nervioso central. El factor actúa a través de la estimulación de la síntesis hepática de las hormonas de crecimiento (somatomedinas). A través de los receptores específicos, TrkA y p75, ejerce acciones esenciales en el desarrollo y la función de los ovarios, donde está presente desde la etapa fetal. El FCN estimula angiogénesis en diferentes tejidos, y aumenta la proliferación de las células endoteliales.
Se estudia su posible utilidad en las enfermedades neurodegenerativas, como la enfermedad de Alzheimer. El hecho de que el FCN no atraviesa la barrera hematoencefálica constituye una importante limitación para su uso central, dado que debería ser administrado vía catéter intraventricular.